# Президентские выборы в Исландии (2016)
Президентские выборы в Исландии 2016 года прошли 25 июня. Президент с 1996 года Оулавюр Рагнар Гримссон, прослуживший подряд 5 сроков, не участвовал в выборах. Был избран историк и лектор Гвюдни Йоуханнессон, получивший относительное большинство в 39,1 % голосов. Он занял пост президента страны 1 августа 2016 года.

## Избирательная система
Президент Исландии выбирается большинством голосов в ходе единственного тура голосования. Кандидат в президенты должен иметь исландское гражданство и достичь 35 лет на момент голосования.

## Кампания
1 января 2016 года, президент Оулавюр Рагнар Гримссон заявил, что он не будет выдвигаться на шестой срок, так как хочет «переложить обязанности президента на плечи других». Однако позже он отказался от решения и в апреле выдвинул свою кандидатуру, ссылаясь на политические волнения после утечек Панамских документов, которые привели к отставке премьер-министра страны Сигмюндюра Давида Гюннлёйгссона после многочисленных антиправительственных протестов. После этого 5 кандидатов сняли свои кандидатуры. Один из них поддержал кандидатуру Олафура Рагнара. Однако, 8 мая выдвинул свою кандидатуру бывший премьер-министр Давид Оддссон. Олафур Рагнар вышел из президентской гонки на следующий день, заявив, что теперь есть хороший запас квалифицированных кандидатов, но в тот же день вышли результаты опроса, показывающие, что лишь 25 % избирателей поддерживают Олафура Рагнара.
В двух телевизионных дебатах Давид Оддссон критиковал Гвюдни Йоуханнессона за якобы непатриотичную точку зрения последнего на тресковые войны. Гвюдни как историк, исследовавший тресковые войны, отверг эти обвинения и объяснил, что его взгляд на этот конфликт с Великобританией подтверждается исследованиями. Давид Оддссон также критиковал Гвюдни за позицию в пользу членства в ЕС. Гвюдни ответил, сказав, что его слова были вырваны из контекста, и что общественность должна иметь право голоса на референдуме о возобновлении переговоров о вступлении в ЕС и утверждении любого договора о присоединении.
Несмотря на первоначальные настроения населения против истеблишмента, интерес к кампании ослаб в последние дни перед выборами в связи с успехами национальной сборной по футболу на Евро 2016. Как и его предшественник, Гвюдни выступал против членства в Европейском Союзе. В заключительной дискуссии за день перед голосованием, он сказал, что результат голосования по Brexit меняет «многое к лучшему для нас исландцев», подразумевая, что для соглашения о Европейском экономическом пространстве присоединение Великобритании к другим его членам, не входящим в ЕС, то есть к Норвегии и Исландии может сыграть более важную роль.

## Результаты
| Кандидат                                                           | Партия                             | Голосов | %     |
| ------------------------------------------------------------------ | ---------------------------------- | ------- | ----- |
| Гвюдни Йоуханнессон                                                | Независимый                        | 71 356  | 38,49 |
| Хадла Тоумасдоуттир                                                | Независимый                        | 50 995  | 27,51 |
| Андри Снайр Магнасон                                               | Независимый                        | 26 037  | 14,04 |
| Давид Оддссон                                                      | Партия независимости               | 25 108  | 13,54 |
| Стюрла Йоунссон                                                    | Стюрла Йоунссон                    | 6446    | 3,48  |
| Элизабет Йокюльсдоцттир                                            | Независимый                        | 1280    | 0,69  |
| Аустоур Магнуссон                                                  | Независимый                        | 615     | 0,33  |
| Гвюдрун Маргрет Паульсдоуттир                                      | Независимый                        | 477     | 0,26  |
| Хильдюр Тоурдардоуттир                                             | Независимый                        | 294     | 0,16  |
| Действительных бюллетеней                                          | Действительных бюллетеней          | 182 608 | 98,5  |
| Недействительных/пустых бюллетеней                                 | Недействительных/пустых бюллетеней | 2782    | 1,5   |
| Всего                                                              | Всего                              | 245 004 | 100   |
| Проголосовавших избирателей/Явка                                   | Проголосовавших избирателей/Явка   | 185 390 | 75,7  |
| Источник: MBL Архивная копия от 1 сентября 2016 на Wayback Machine |                                    |         |       |